# Venus sörjande Adonis
Venus sörjande Adonis är en oljemålning av den italienske renässanskonstnären Paolo Veronese. Den målades 1573 och ingår sedan 1947 i samlingarna på Nationalmuseum i Stockholm. 
Målningen skildrar ett motiv från den grekisk-romerska mytologin. Kärleksgudinnan Venus (Afrodite i grekisk namnform) hade förälskat sig i den sköne Adonis och därigenom väckt rivalen Mars svartsjuka. Krigsguden Mars förvandlade sig till ett vildsvin och dräpte Adonis under en jakt. Hans död gjorde Venus så sorgsen att Jupiter beslöt att Adonis skulle tillåtas återvända från dödsriket sex månader om året. 